# Четири гласника
Четири гласника су специфична искуства принца Сидарте (који је касније постао Гаутама Буда), која су га одвела ка пробуђењу. Пре овога, отац се побринуо да његов син стално борави у двору, јер је било предсказано да ће млади принц постати аскета ако дође у додир са животном патњом. Међутим, када је први пут напустио палату у друштву свог пратиоца Ћана, видео је четири гласника: старца, болесника, леш и аскету. Ови призори су га дубоко дирнули и помогли да увиди патњу свих бића, а то га је онда нагнало да започне своје духовно путовање.

## Рођење
Након рођења принца Сидарте, краљ Судодана је затражио од осам брамана да предскажу дететову будућност. Док је седморица њих изјавили да ће принц бити или Буда или велики краљ, браман Конданна је био уверен да ће се престолонаследник одрећи света и постати Буда.
Судодана, који је био одлучан у намери да га син наследи на трону, ограничио је његово кретање на боравак у палати и окружио га земаљским задовољствима и луксузом, на тај начин кријући животну стварност која би га охрабрила да се одрекне тих задовољстава и постане Аскета.

## Сусрет са четири гласника
Након заштићеног али изолованог живота у луксузу и задовољствима током младости, принц Сидарта, по први пут, у 29. години, напушта палату. Из палате се у град упутио у кочији, у друштву свог пратиоца Ћана (Chandaka).
На овом путовању најпре је видео старца, што је открило Сидарти једну од истина живота. Када је принц питао свог пратиоца ко је та особа, Ћана му је одговорио да је старење нешто што је заједничко свим бићима.
Други гласник била је болесна особа. Опет, принц је био изненађен, а Ћана му је објаснио да су сва бића подложна болести и болу. И ово је такође из темеља потресло принца, јер се до тада никада није срео са болешћу.
Трећи гласник био је један леш који су носили на место за спаљивање. Као и раније, Ћана је објаснио принцу да је смрт неминовна судбина свих живих бића. Након што је видео прва три гласника, Сидарта је био узнемирен и тужан због сазнања о патњи коју не може избећи нико ко се роди.
Након ових негативних гласника, Сидарта је срео четвртог; аскету који се посветио проналажењу узрока људске патње. Овај гласник му је дао наду да се и он може ослободити патње укорењене у препорађању. и тако решио да следи аскетин пример.

### Различите верзије
Неки извори тврде да је четири гласника Сидарта видео истог дана, током једног путовања. Други наводе да их је доживео у временски одвојеним приликама. Неке верзије ове приче такође наводе да је принчев отац уредио да се принчев излазак из палате улепша и обезбеди како не би видео ништа што би његове мисли усмерило ка патњи. Међутим, божанства су призвала четири гласника, знајући да ће ослобођење од патње свих бића зависити од принчевог сагледавања стварности .

## Последице
Видевши четири гласника, Сидарта се вратио у палату, где је за њега приређен плес девојака. Током приредбе, принц је мислио на четири гласника. У рано јутро, видео је плесачице око себе како спавају полегле свуда унаоколо по дворани. Призор овако драстичне промене ојачало је његову решеност да оде у потрагу ка окончању патње свих бића.
После сусрета са четири гласника и стицањем увида у истинску природу живота, Сидарта је палату напустио на свом коњу Kanthaka. Пратиоца Ћану је касније отпослао назад са својим личним стварима и започео живот аскете, на крају којег је остварио просветљење као Сидарта Гаутама.